# Conrad Böcker
Conrad Helmut Fritz Böcker (født 24. august 1870 i Leipzig, død 8. april 1936 smst.) var en tysk atlet, som deltog i gymnastik under de første olympiske lege i moderne tid i 1896 i Athen.
Ved legene deltog Böckerindividuelt i øvelserne barre, reck, spring over hest og bensving, men opnåede ikke nogen podieresultater (kun placeringerne for de to bedste i hver disciplin er registreret). Til gengæld var han med til at blive mester i holdkonkurrencerne i henholdsvis barre, hvor der ud over det tyske hold deltog to græske hold, samt i reck, hvor Tyskland var eneste deltager.
I lighed med de fleste af sine landsmænd blev Böcker efter legene ekskluderet af det tyske gymnastikforbund, der ikke billigede internationalt samarbejde på den tid. Böcker var medlem af Turngemeinde Berlin, da han deltog i legene, men stillede senere op for Turnverein Warnsdorf (Warnsdorf er i nutiden Veřovice i Tjekkiet).